# Flens distrikt
Flens distrikt är ett distrikt i Flens kommun och Södermanlands län. 
Distriktet ligger i och omkring Flen. 

## Tidigare administrativ tillhörighet
Distriktet inrättades 2016 och utgörs av en del av området som Flens stad omfattade till 1971, delen som före 1949 utgjorde socknen Flen.
Området motsvarar den omfattning Flens församling hade vid årsskiftet 1999/2000.